# All That Jazz (альбом Эллы Фицджеральд)
All That Jazz (с англ. — «Весь этот джаз») — пятьдесят четвёртый и последний студийный альбом американской джазовой певицы Эллы Фицджеральд, выпущенный на лейбле Pablo Records в 1990 году. Пластинка представляет собой собрание джазовых стандартов эры свинга. В 1992 Pablo перевыпустили запись в формате CD под студийным номером PACD-2310-938-2.
На 33-й церемонии «Грэмми» All That Jazz принёс Фицджеральд награду в номинации «Лучшее женское джазовое вокальное исполнение».

## Список композиций
| №                   | Название                          | Текст песни         | Музыка                      | Длительность |
| ------------------- | --------------------------------- | ------------------- | --------------------------- | ------------ |
| 1.                  | «Dream a Little Dream of Me»      | Гас Кан             | Милтон Адольфус             | 5:00         |
| 2.                  | «My Last Affair»                  | Хэйвен Джонсон      | Хэйвен Джонсон              | 4:34         |
| 3.                  | «Baby, Don’t You Quit Now»        | Джонни Мёрсер       | Джимми Роулз                | 5:09         |
| 4.                  | «Oh! Look at Me Now»              | Джо Бушкин          | Джон Девриз                 | 5:10         |
| 5.                  | «Jersey Bounce»                   | Бадди Фейн          | Тайни Брэдшо, Эдди Джонсон  | 3:44         |
| 6.                  | «When Your Lover Has Gone»        | Эйнар Аарон Суон    | Эйнар Аарон Суон            | 5:00         |
| 7.                  | «That Old Devil Called Love»      | Дорис Фишер         | Аллан Робертс               | 4:49         |
| 8.                  | «All That Jazz»                   | Эл Стиллман         | Бенни Картер                | 4:04         |
| 9.                  | «Just When We’re Falling in Love» | Боб Расселл         | Лаки Томпсон, Иллинойс Жаке | 5:24         |
| 10.                 | «Good Morning Heartache»          | Нед Вашингтон       | Бронислав Капер             | 5:28         |
| 11.                 | «Little Jazz»                     | Айрин Хиггинботам   | Эрвин Дрейк                 | 5:37         |
| 12.                 | «The Nearness of You»             | Нед Вашингтон       | Хоги Кармайкл               | 7:09         |
| Общая длительность: | Общая длительность:               | Общая длительность: | Общая длительность:         | 61:08        |

## Избранные участники записи
- Элла Фицджеральд — вокал.
- Кенни Бэррон, Майк Уоффорд — фортепиано.
- Рэй Браун — контрабас.
- Бенни Картер — саксофон.
- Гарри Эдисон, Кларк Терри — труба.
- Эл Грей — тромбон.
- Бобби Дурхэм — барабаны.